# Manuel Candamo
Manuel Cándamo Iriarte (født 14. juli 1841, død 7. maj 1904) var Perus præsident i 1895 (marts-september) og igen fra 1903-04.
Han døde i embedet i 1904 og blev efterfulgt af sin vicepræsident Serapio Calderón.